# 真·三国无双 二度进化
《真·三国无双 二度进化》是光荣公司发行的PlayStation Portable平台独占砍杀游戏，是真·三国无双系列在PSP平台上发行的第二部作品。本作的标语是“其名曰进化”。

## 玩法
相比在PSP上发行的第一部作品，本作保留了网格式的玩法，除了把人物模型、系統变为《真·三国无双4》的形象外还加入了联机对战功能，最多支持4名玩家对战。达成一定条件后，与全系列至今为止的所有游戏不同的是，每场战斗有两个胜利条件，任意达成一个即可过关，不同的胜利条件可解锁不同的关卡。这形成了一个关卡网络。但这个网络只适用于魏蜀吴三个势力的故事模式（又叫“无双模式”），东汉群雄势力的各关卡之间没有联系。
随着故事进度的推进，玩家将可以解锁更多角色，一些有渊源的角色（例如家人、主仆、同僚，或是制作方安排的人设之类）会结成增加战斗力的同盟。
在平常的战斗之外，玩家若在一定时间内击败自《战国无双2》、或特定的客串（包括古武將、水滸傳系列）武将，他们作为副将与玩家角色共同战斗。

## 评价
评论汇总机构GameRankings为本作给出60/100的分数，Metacritic给出了57/100的评分。另一方面，《Fami通》给出了31/40成绩。其他评论机构给出了40%~70%不等的评价。